# Dragon Ball GT: Final Bout

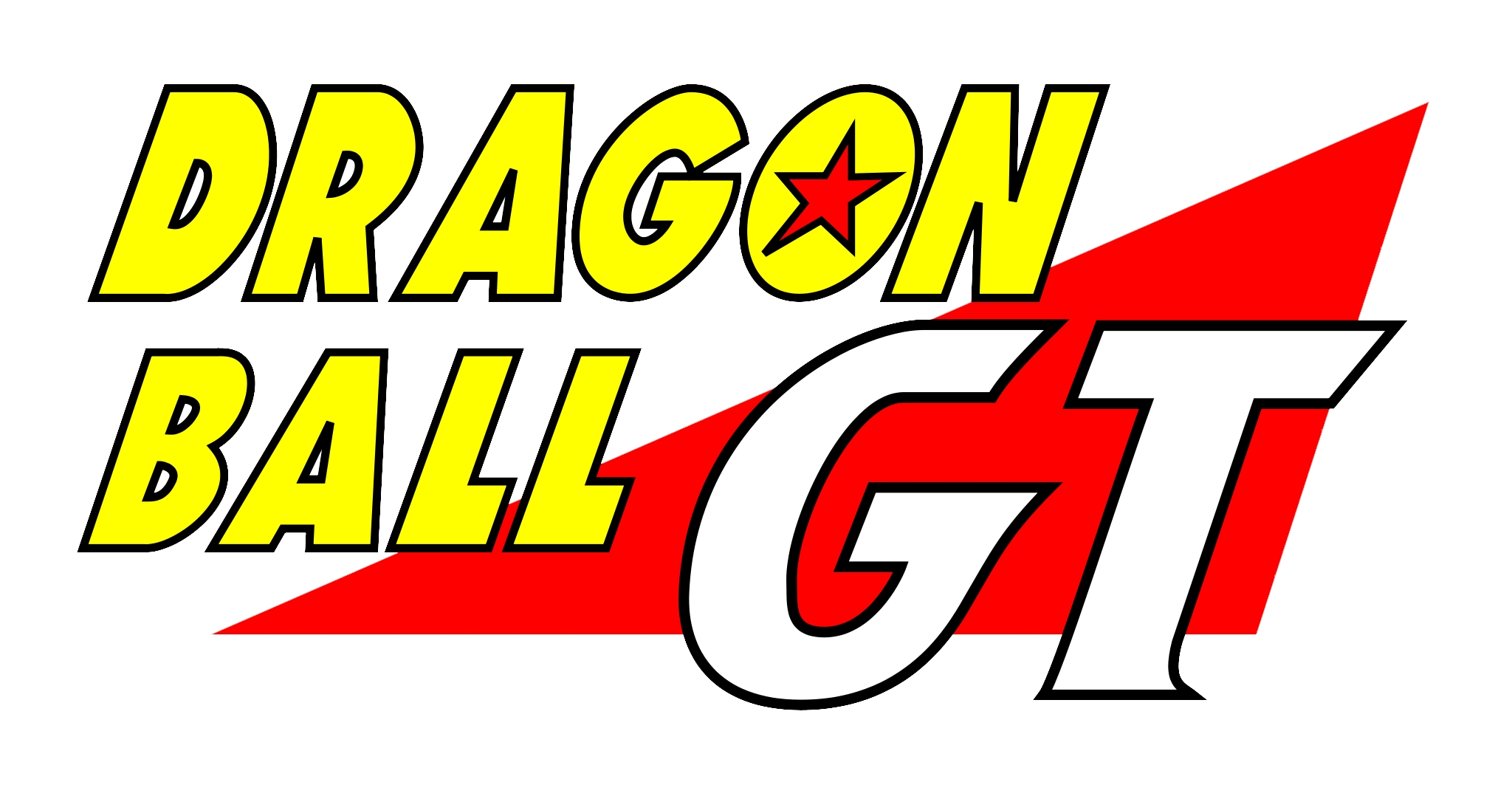
Imagem ilustrativa

Dragon Ball GT: Final Bout , conhecido no Japão e Europa como Dragon Ball: Final Bout (ドラゴンボール ファイナルバウト, Doragon Bōru Fainaru Bauto), é um jogo de luta da franquia Dragon Ball desenvolvido pela TOSE Software Co. para o console da Sony, PlayStation e lançado pela Bandai no Japão e Europa (Exceção do Reino Unido) em 1997. O jogo foi lançado no Reino Unido e na América do Norte em 2004.
Dragon Ball GT: Final Bout é diferente da franquia de jogos da TOSE, por ser o primeiro redenrizado totalmente em 3D, e o ultimo jogo de Dragon Ball a ser lançado para o Playstation original. Não haveria outro jogo de Dragon Ball em um console até Dragon Ball Z: Budokai em 2002.

## Personagens

### Iniciais
- Goku (Adulto)
- Pan
- Goku (Criança)
- Trunks
- Vegeta (Super Saiyajin)
- Gohan
- Freeza
- Cell
- Majin Boo (Kid Boo ou Pequeno Boo)
- Piccolo

### Destraváveis no Arcade Mode
- Goku Super Saiyajin (Adulto)
- Goku Super Saiyajin (Criança)
- Trunks Super Saiyajin
- Trunks do Futuro (Super Saiyajin)
- Goku Super Saiyajin (Com a roupa de Dragon Ball Z)
- Super Vegetto
- Goku Super Saiyajin 4 (Derrote todos os Personagens sem morrer na dificuldade HARD em nenhum deles, ao matar Baby Oozaru você será guiado a outra tela contra Goku Super Saiyajin 4, derrote o mesmo e ele será liberado)

### Apenas por códigos
- Sound Test: Apertar L1 + L2 + R1 + R2 ao mesmo tempo na tela de início do jogo (JAP e EUR)
- Super Oozaru Baby: segurar quadrado e select quando estiver selecionando personagem (EUA) usando GameShark não oficial, Oozaru Baby não é destravado sem codigo ou com codigo oficial por isso é usado GameShark um CD com codigos não oficiais das produtoras de jogos.
- Goku Super Saiyajin 4: Apertar 5x Triângulo e 9x Quadrado (EUA e EUR) e 5x Triângulo e 9x X (JAP),mas terá que ter destravado os 6 primeiros.
- Destraváveis no  arcade: Direita, Esquerda, Baixo e Cima (Fazer isso 2x)
- Os códigos devem ser executados na tela de início do jogo onde o protagonista aparece que é o Goku (Adulto)